# 松本望 (実業家)
松本 望（まつもと のぞむ、1905年（明治38年）5月2日 - 1988年（昭和63年）7月15日）は、日本の実業家である。パイオニアの創業者として知られている。

## 経歴・人物
牧師だった松本勇治の次男として神戸に生まれる。後に関西学院中学部に入学するも中学1年で中途退学し、文房具店や楽器店、家具店等に勤務する。1928年（昭和2年）には大阪にあるろうそく販売店として開業していた谷山商店の創業者だった谷山茂三郎の娘である千代と結婚する。これにより同商店の支店に勤務した後、1936年（昭和11年）に独立した。
独立後はスピーカーやAV機器の製作の商品化に携わり、1937年（昭和12年）にパイオニアの前身となる福音電気製作所として設立し東京に進出し、同年世界初のダイナミックスピーカーの開発及び販売に携わった。後に同会社は1941年（昭和16年）に有限会社化と同時に初代社長に就任し、1947年（昭和27年）には株式会社化され、1971年（昭和41年）には会長を歴任した。なお、松本が趣味で収集していた横山大観や岸田劉生らの日本画家、ピエール＝オーギュスト・ルノワールらの洋画家は叔母（勇治の妹）あるトヨの子、大川栄二が館長を務めた大川美術館に寄贈されている。

## 親族
- 妻：千代（1908年 - 1998年）
  - 長男：誠也（パイオニア第3代社長）
    - 長男の子：智（パイオニア常務）

  - 次男：冠也（パイオニア会長、1930年 - 2022年1月7日[5]）
    - 次男の子：与（デザイナー）
    - 次男の子の妻（義娘）：井川遥（女優）

  - 三男：愛也
  - 長女：真也子
  - 次女：実也子
  - 三女：嘉也子

## 受賞歴・栄典
- 藍綬褒章（1964年）
- 勲三等旭日中綬章（1976年）
- 伴記念賞名誉賞（1980年）
- 勲二等瑞宝章（1985年）
- フランス国家功労章（1988年）